# 西ドイツ

ドイツ連邦共和国
Bundesrepublik Deutschland (ドイツ語)

国歌: Ich hab' mich ergeben（ドイツ語）
 我は汝に捧げり（1949年 - 1952年） 

 Das Lied der Deutschen（ドイツ語）
ドイツ人の歌（1952年以降）

ドイツ連邦共和国の領土（緑と黄緑)、1957

西ドイツの領有権主張地域
  事実上の領土
  東ドイツ及び東ベルリン、1990年まで領有権を主張していた。1973年に東ドイツを国家承認した。
  1937年以前の旧ドイツ国の領土だった地域、1972年まで領有権を主張していた。

西ドイツ（にしドイツ、独: Westdeutschland、英: West Germany）は、1949年5月23日から1990年10月2日までのドイツ連邦共和国の通称である(略称:西独)。

## 概要
冷戦時代はドイツ民主共和国（東ドイツ）と対峙する分断国家だったが、1990年10月3日、ドイツ民主共和国を併合する東西ドイツ再統一により、この通称は使われなくなった。東西ドイツ再統一まで首都はボンに置かれたが、再統一後はドイツ国時代の首都であったベルリンに移った。ドイツ人は、かつての西ドイツを「ボン共和国」（die Bonner Republik）と呼ぶこともある。ドイツ再統一は法的には「旧東ドイツの各州がドイツ連邦共和国に加入」という形式で行なわれたため、厳密にいうと現在のドイツは再統一により再編成された新しい国家ではなく、「領域を旧東ドイツ地域にも拡大した西ドイツ」である。

## 占領地から独立へ

1945年以降、ドイツの分割占領

1945年5月8日に第二次世界大戦に敗北した国家社会主義ドイツ労働者党政権下のドイツ国（ナチス・ドイツ）は、ベルリン宣言の発表によって完全に滅亡し、7月のポツダム会談における決定で米ソ英仏の4カ国による分割統治と非武装化・非ナチ化政策を受けることになった。しかし、イデオロギー対立による冷戦の開始と共に、英米仏の3カ国とソ連は対立を深めた。1947年初頭にはイギリス占領地域とアメリカ占領地域は占領円滑化のため、合同してバイゾーン（Bizone）を形成し、ソ連占領地域との亀裂が深まった。
1948年初頭、米英仏とベネルクス諸国はロンドンで会議（ロンドン六大国会議）を開き、ソ連占領地区を除いた米英仏占領地区のみで制憲会議を開き憲法を制定すること、新憲法下の新国家は占領下で成立した各州が強力な権限を持つ連邦国家となり中央集権制は採用しないことなどを取り決めるロンドン勧告を採択した。米英仏とソ連のドイツ占領をめぐる対立は激しくなり、1948年3月20日には連合国管理理事会からソ連代表ワシーリー・ソコロフスキーが退出、以後ソ連代表は立てられず連合国管理理事会は崩壊し、米英仏は独自に連合国高等弁務官理事会を立てて占領地区統治を継続した。こうしたことから当初占領地区合同に反対していたフランスがバイゾーンとフランス占領地域との連合に合意し、1948年8月にトライゾーン（Trizone）が成立した。
東西の亀裂が決定的となったのは、1948年6月21日、英米仏各占領地区で独自に発行されていた通貨（ライヒスマルクやレンテンマルク）を統合してトライゾーンでの統一通貨（ドイツマルク）を発行し、戦後のハイパーインフレーションを収拾する通貨改革を発表したときだった。これはソ連側が6月24日に発行を計画していた新通貨・東ドイツマルクに対抗する措置でもあった。排除されたソ連側は3日後、予定通り東ドイツマルクを発行し、これが東西分裂の象徴になった。ソ連はドイツマルクを使用する西ベルリンを経済封鎖し、西側は大空輸作戦で1949年5月12日までの11か月間西ベルリンを支えた（ベルリン封鎖）。
ロンドン勧告に基づき、1948年7月1日、フランクフルトに集められた各州首相に対して米英仏占領当局より憲法制定プロセスと憲法案を指示した「フランクフルト文書」が手交された。大筋では新憲法制定はこの方向で進んだものの、ドイツ各州と州民は占領当局によって示された方針には反発し、「基本法」という名の暫定憲法を制定するための「議会評議会」（Parlamentarischer Rat）を開くことで占領軍と妥結した。
各州代表からなる議会評議会は1948年9月1日に発足し、占領当局と激しく対立しながら基本法の案を固め、最終的には占領当局も早急に西ドイツ国家を発足させるためにこの案を認めた。新国家の暫定首都については、議会評議会の多数派や米軍占領当局は候補都市の中でもフランクフルトを好んだが、議会評議会の議長コンラート・アデナウアーは大都市であるフランクフルトを首都とすれば恒久的首都として定着してしまい、東西統一とベルリンへの政府帰還の機運が失われるとして、断固としてボンを推薦し、結局これが通ることになった。
1949年5月23日、英米仏の西側統治諸州にボンを首府とする連邦共和国臨時政府が発足（ホイス大統領、コンラート・アデナウアー首相）し、10月7日にソ連統治諸州にドイツ民主共和国（ピーク大統領）が成立して、東西に二つの共和国が並び立つ事態となった。四カ国共同占領地だったベルリンも分断され、後の1961年にはベルリンの壁が建設された。
西ドイツは1955年5月5日に主権の完全な回復を宣言し、ドイツ連邦軍を編成して再軍備を行い、北大西洋条約機構（NATO）に加盟した。ただし大規模なソ連軍が駐留し続ける東ドイツを喉元に突きつけられたかたちの西ドイツは冷戦の最前線となったことから、西ドイツにも米英仏の軍がドイツ再統一の直後まで駐留し続けた。
1957年1月1日には、住民投票でドイツ復帰を選んだフランス保護領ザールをザールラント州として併合した。

## 経済改革

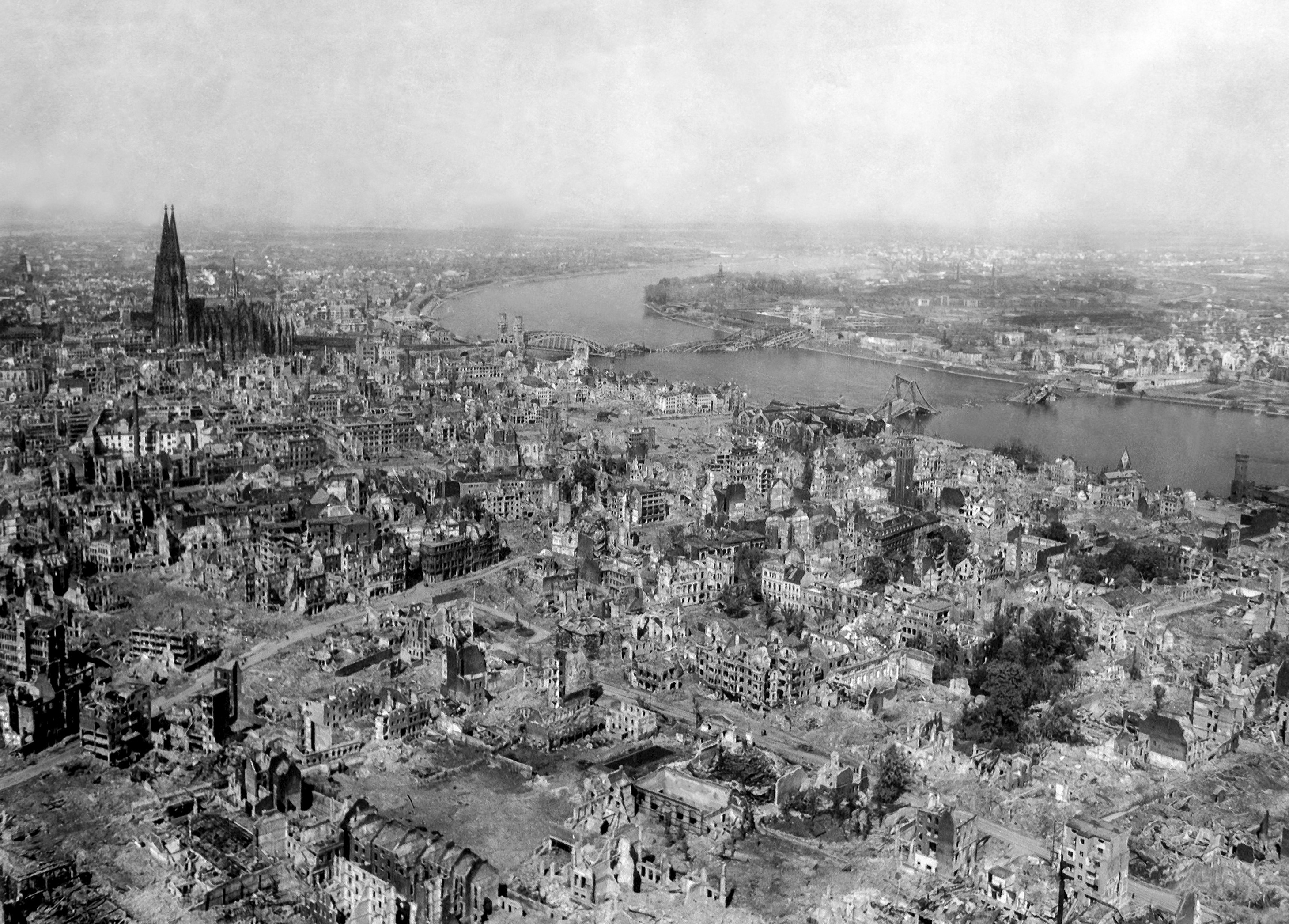
空襲で破壊されたケルン市街（1945年）

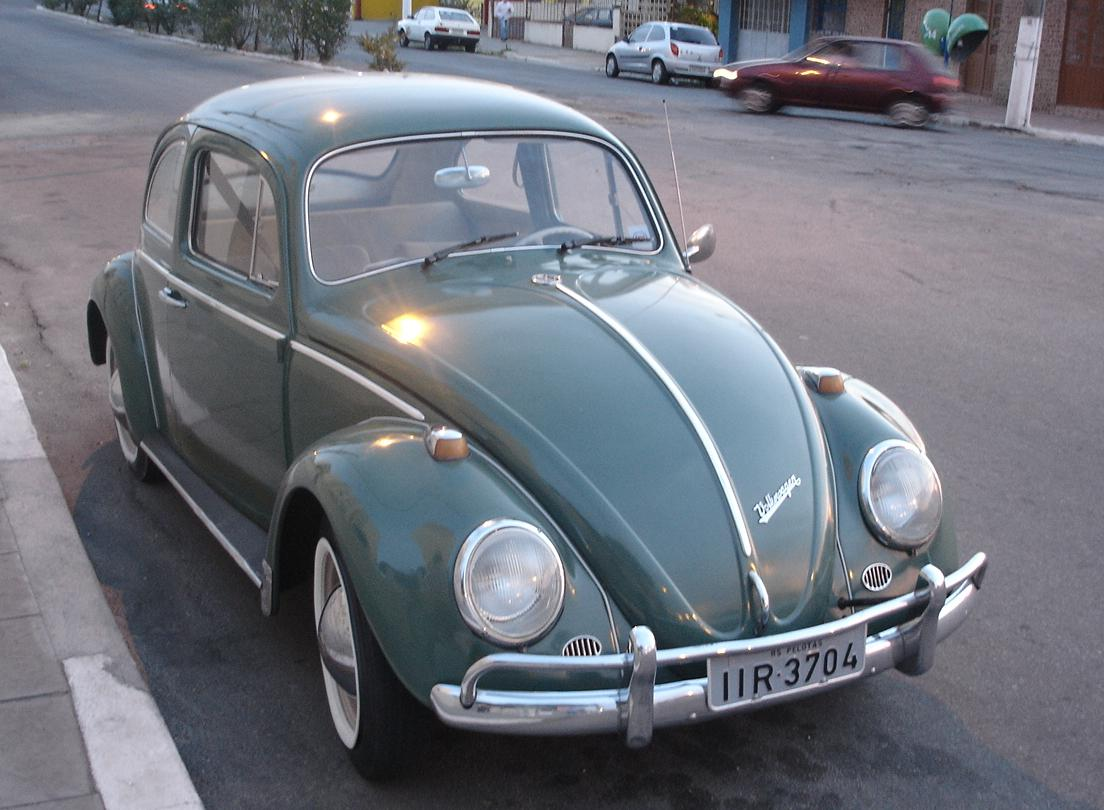
世界各国へ輸出されたフォルクスワーゲン・タイプ1（ビートル）は西ドイツの経済の奇跡の象徴となった

西ドイツは欧州経済共同体（EEC）や欧州石炭鉄鋼共同体（ECSC）などへの加盟を通じ、かつて対立した近隣諸国との経済協力や政治協調を進め、欧州の一員かつ中核メンバーとして受け入れられるようになった。それは欧州復興の中心地であったからである。100億ドル単位のマーシャル・プランやガリオア資金といった援助が朝鮮戦争特需によって実を結び、1950年代末には早々とGNP世界２位に躍進、経済の奇跡（ドイツ語: Wirtschaftswunder）と呼ばれた。西ドイツはヨーロッパのみならず世界有数の経済大国となった。
しかし、戦後の西ドイツの再出発には多数の障害があった。大戦による破壊もさることながら、モーゲンソー・プランに基づきドイツを脱工業化するため、連合国軍は1950年まで石炭産業・鉄鋼業を財閥解体した。国内外にドイツ企業が持っていた高価値の特許は、敵性資産として連合国に没収された。それだけでなく、ドイツ人の研究者がソ連やアメリカに連行された。
その中でも1948年の通貨改革は試練であった。6月にライヒスマルクが1/10のデノミネーションをともないドイツマルクへ置き換えられた。また、連邦準備制度にならったマルチ・リザーブ・システムが同年3月設立のレンダー・バンクを頂点に整備された。そして、現金以外の金融資産の切り替えが行われた。一般の債権債務は通貨と同率の1割となった。公債はすべて破棄された。預貯金は1割にされてから、引き出しがその半額に制限された。封鎖分は10月に2割が引き出せるようになり、1割が中長期投資勘定に振り返られた。残り7割は切り捨てられた。したがって、預貯金は1割ではなく6.5%しか保護されなかった。一方、賃金・物価は据え置かれた。このアンフェアな措置は、企業の現実資産に有利であった。インフレ対策としては功を奏し、企業がインフレ期待のもと保有していた金融資産が市場に出回るようになった。格差を是正する措置として1952年に負担調整法が制定された。しかし、これによる現実資産への課税は微々たるものであった。税収は様々な戦争被害に対する補償に使われた。
復興の積極要因は幾つかあるが、端緒は占領軍による緊縮政策の根負けである。1948年6月23日の法律は所得税・法人税率等を平均して2/3に縮小した。翌日の立法では消費税の統制が撤廃された。11月に賃金の統制が撤廃された。主要食糧が1950年前半までに、石炭・鉄鋼等も1952年頃までに自由化された。また工業に対する連合国の束縛の廃止もある程度の影響を与えた。結果として物価が実勢値に跳ね上がった。
1950年に勃発した朝鮮戦争は世界的に物資の需要を高め、1951年4月3日造船制限が撤廃された。このとき、西ドイツにはオーデル・ナイセ線以東の旧ドイツ東部領土や東ドイツからの避難民が溢れていたため、賃金の安い熟練労働者が西ドイツには比較的多かった。これを強みとして西ドイツは諸外国の輸入需要にこたえ、輸出を急激に伸ばした。労働時間は長くなり仕事は次第にきつくなってきた。第1回連邦議会は、カルテルを容認する一方、石炭鉄鋼産業における労使対等の共同決定を法制度として認めなかった。そしてこれをきっかけに全国的な社会闘争が起こった。結果として、石炭鉄鋼業についてはモンタン共同決定法が成立した。これは、11人の監査役に5名ずつの株主監査役員と労働者監査役員が石炭鉄鋼会社の経営に共同参画するものである。1952年には経営組織法が制定されて、労働者数が500以上2000以下の企業に適用された。監査役定員の1/3が労働者監査役員でなくてはならなくなった。そして彼らは労働者に直接選任された。
この朝鮮戦争は西ドイツの国際的地位を回復させた。1951年初頭ランツベルク刑務所から大量の戦犯が釈放された。1952年9月10日、西ドイツ政府はイスラエルの全般補償請求を認め、15年間で34億5000万ドルを現物により支払うことを約束した（第二次世界大戦後におけるドイツの戦後補償#ルクセンブルク協定の成立）。
1950年代末から1960年代にかけてはガストアルバイター（Gastarbeiter）として、トルコや韓国など諸外国から移民が誘致された。彼らは西ドイツの人手不足や経済成長の加速を支えた。まず1955年イタリアと、1960年スペイン・ギリシャとガストアルバイターの募集協定を結んだが、まだこのときは労働者全体に占める外国人の割合は1%未満であった。ガストアルバイターは1961年にベルリンの壁ができてから急増した。外国人労働者数は1960年の28万人が1966年に131万人となり、1974年にピークを迎えて233万人となった。上記3時点において、労働者全体に占める割合はそれぞれ1.3、5.8、11.2%であった。他方、1965年に株式法が多少変わった。これは1897年から続く複数議決権を例外措置とするものであり、自然独占の観点からシーメンスをふくむエネルギー企業に認められた。
1970年代は波乱であった。1973年1月末にドイツ連邦銀行にドルが売り浴びせられ、以降5週間に差し引き240億ドイツマルクが流出した。逆にドルは流入したので、戦前からドル基準の国内物価が上昇した。オイルショックにより1975年上半期の失業者数は90万人にのぼり、11月に欧州諸共同体以外からの労働者募集を中止した。1974年12月には17.3億ドイツマルクの公共事業を決定した。7.5%の投資補助金が交付されたり、投資減税が行われたりした。1975年1月に所得税法改正により年間160億ドイツマルク分の企業負担を軽減した。1976年、石炭鉄鋼業以外にも労働者2000人超である企業すべてに適用される共同決定法が成立した。この法律は労働者数に応じて株主監査役員と労働者監査役員の定員を決めた。労働者監査役員のうち2名から3名は労働組合代表者でなくてはならないとした。産業界は束になって違憲訴訟を提起したが、連邦憲法裁判所は合憲判決を下した。
1983年中ごろ依然として失業者数が230万人（9.3%）であり、ドイツ経済はスタグフレーションに陥っていた。そこでヘルムート・コール首相は新自由主義路線を打ち出した。しかし、決してフェアな政策ではなかった。西ドイツ史上最大の汚職フリック事件が発覚し、オットー・グラーフ・ラムスドルフ経済相が1984年1月27日をもって引責辞任した。
一方、原子力企業ヌーケムがパキスタン・スーダン・リビアの3カ国へ核燃料を密輸、1985年に原爆188個分、1986年で70個分の核物質が行方不明となっていた。1960年4月ヌーケムの主要株主は、52.5%を保有するデグサと22.5%のリオ・ティントであった。1965年は、デグサが45%に保有率を下げ、RWEが25%を占めるようになり、そしてリオ・ティントも18%に保有率を下げた。1969年にシーメンスと合弁で原燃会社を設立。2006年、Advent International に、2013年、カメコに買収された。
1988年後半まで失業者数は220万ほどであったが、ベルリンの壁崩壊直前の1989年末に200万の大台を割った。
1989年1月には国際協定の調印により、上海へ地下鉄を建設するためにドイツ復興金融公庫が4億6千万マルクを供与することとなった。
1990年3月、欧州女性の富豪ランキングで、1位と2位はエリザベス2世とベアトリクス女王であったが、3位はヨハンナ・クヴァントであった。1991年前半には失業者数が160万人ほどへ落ち着き、国内への投資も増加した。

## 政治

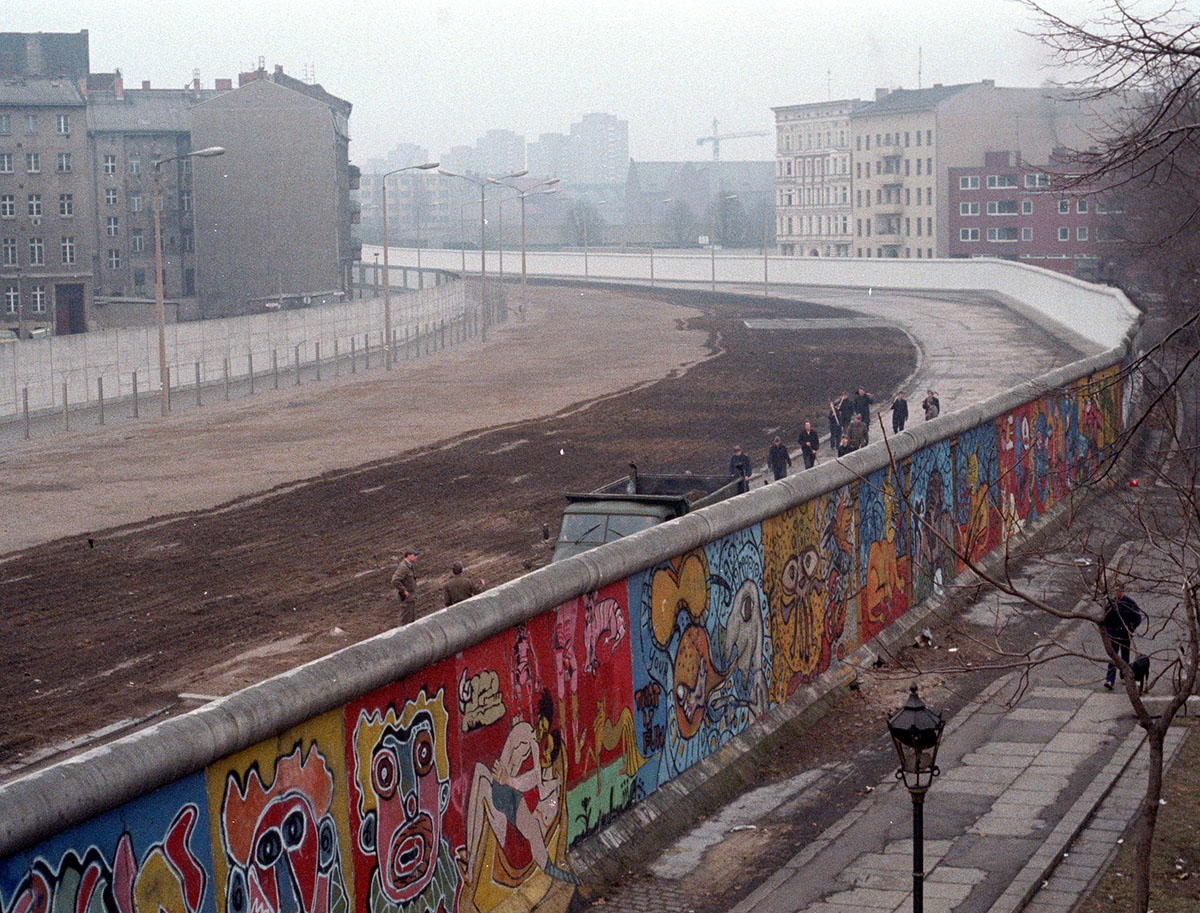
ベルリンの壁、中間の無人地帯に見えるのは東ドイツ側の国境警備隊員。

西ドイツには、「東ドイツとの統一後に憲法を持つことにする」との意志から憲法（Verfassung) がなく、基本法（Grundgesetz）のみがあった（これは基本法146条に明記されていた）。
東西冷戦の最前線に立つ国だったことからアメリカへの政治的・軍事的依存が高く、多くの米軍基地が国内におかれていた。また東ドイツとの対立から、再軍備直後の1956年以来、18歳から45歳までの男子国民に徴兵制が敷かれていた。しかし第二次世界大戦への反省から、西ドイツ時代のドイツ連邦軍の役割は抑制されたものだった。環境保護運動同様に反戦運動も盛んであり、1983年には、1979年調印の第二次戦略兵器制限交渉（SALT II）にもかかわらず西ドイツに核ミサイルが持ち込まれたことを受けてヨーロッパ全土へ波及する大規模な反核運動が起こっている。

### 対東ドイツ政策

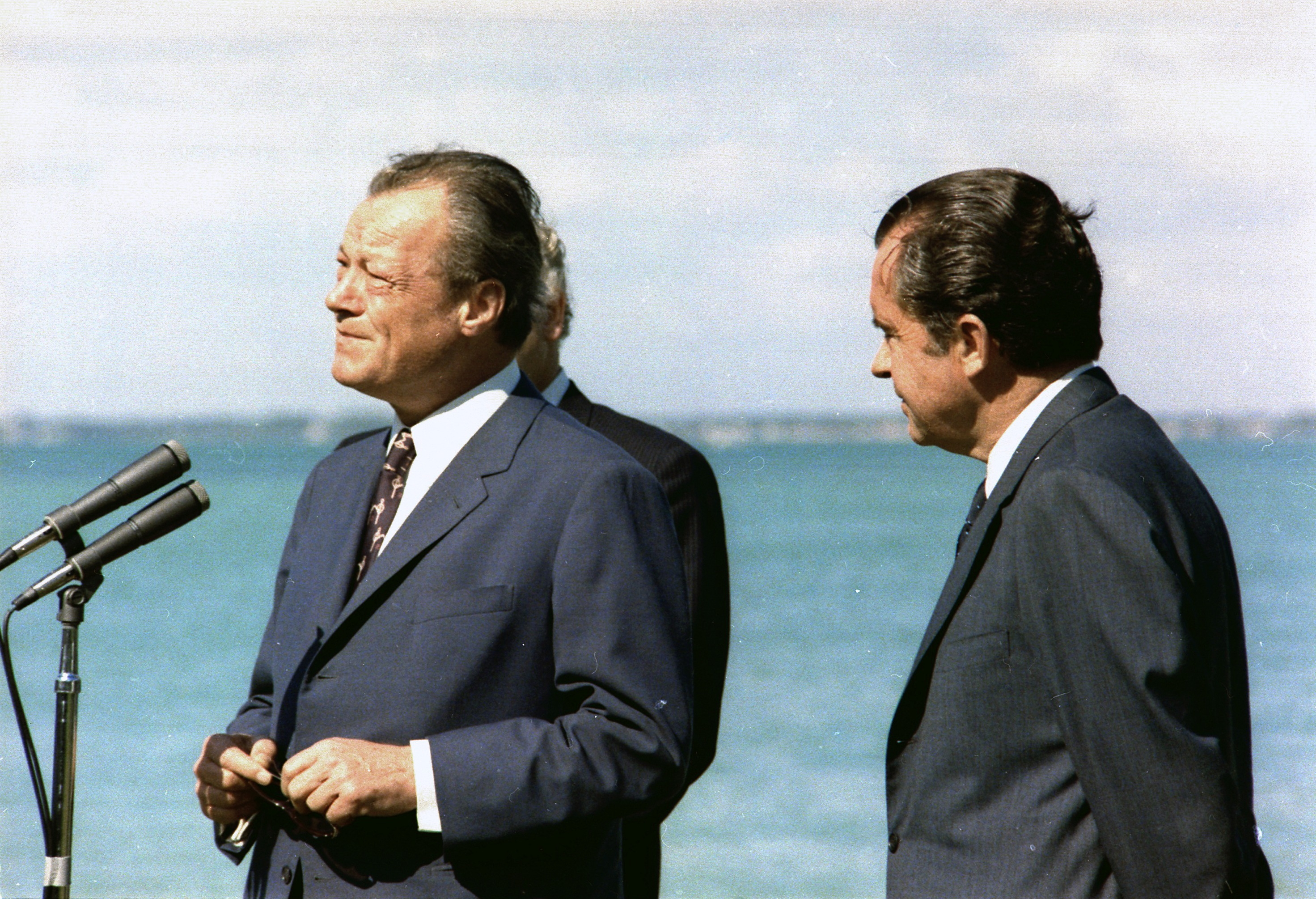
ヴィリー・ブラントとリチャード・ニクソン

対東ドイツ政策では、1970年代以前はハルシュタイン原則に基づき、西ドイツがドイツ地域で唯一民主的に選出され、ドイツ人民を代表する正統性を持つ国家であると位置づけ、ソ連以外の国で東ドイツを承認して国交を持った国とは、国交を断絶する政策を採った。しかしこの原則は東ドイツが第三世界の多くと国交を結ぶ中で実効性を失った。
1970年代初頭、東側諸国との関係改善を図るヴィリー・ブラント首相の東方外交により、東西ドイツは相互承認へと進んだ。さらにモスクワ条約（1970年、ソビエト・西ドイツ武力不行使条約）、西ドイツ・ポーランド間のワルシャワ条約（1970年）、東西ベルリンの相互通行を促進する米ソ英仏の四カ国合意（1971年）、西ベルリンと西ドイツ間の通行を保障する通過合意（1972年）、東西ドイツ基本条約（1972年）と続いた諸条約は東西ドイツの関係正常化につながり、両国が同時に国際連合へ加盟する道を開いた。

### 欧州の協調と対独抑止
第二次世界大戦直後、東西冷戦と並ぶ欧州の大きな問題は、ドイツが三度戦争を起こさないようにするにはどのように抑え込めばいいかというものだった。当初はアメリカなどの一部でドイツの徹底した脱工業化・非ナチ化が構想されていた（モーゲンソー・プランも参照）。また連合軍占領下ではドイツは武装解除され、小規模な国境警備隊や機雷掃海部隊以外の国軍を持つことは許されず、米ソ英仏の四カ国が治安に責任を持っていた。
こうした流れは冷戦の開始とともに変わることとなる。ソ連に対抗すべく西ドイツ経済の復興が求められると同時に、西ドイツの再軍備も検討されるようになった。主権回復後の1950年、西ドイツは再軍備の基本構想策定を解除され新たな「ドイツ連邦軍」の創設準備を始めた。
一方、周辺の西欧諸国はブリュッセル条約を締結して対独抑止を図ったほか、ヨーロッパが西ドイツを制御できなくなることを防ぐため、欧州石炭鉄鋼共同体（ECSC）によって軍需物資である石炭と鉄鋼の産出を西欧諸国で共同管理する仕組みが作られた。また西欧とアメリカは北大西洋条約機構（NATO）を結成することでソ連・東欧への対抗とドイツ抑え込みを行うことになる。しかしフランスはドイツ連邦軍の創設と西ドイツのNATO加盟に反対し、西ドイツも含む西欧諸国が超国家的な汎ヨーロッパ軍を構成する「欧州防衛共同体」（EDC）構想を打ち出した。この構想では西ドイツが作る部隊は西ドイツ政府ではなくEDCの指揮のもとに置かれ、西ドイツの防衛はEDCが責任を持つこととなっていた。この構想は1952年に西ドイツを含む西欧各国間で調印されたが、主権を侵されることをよしとしないド・ゴール主義者たちの反対により1954年に当のフランス議会で否決され、批准に至らなかった。結果、フランスも西ドイツの再軍備とNATO加盟を認め、ドイツ連邦軍は1955年11月12日に正式に誕生した。

### 国内政治
西ドイツの政治は、小政党が乱立し結果としてファシズムの台頭を招いたヴァイマル共和政期の反省から、一定の得票率 (5%) を議席獲得の条件とする（「阻止条項」）、議会制民主主義を否定する政党の結党を禁止する（「戦う民主主義」）などの措置を講じていたため、非常に安定した。議会ではキリスト教民主主義の元に右派諸勢力が結集したキリスト教民主同盟 (CDU) と19世紀以来の左派政党ドイツ社会民主党 (SPD) の二大政党が左右に並んでいた。
建国後、西ドイツ再建と社会福祉の充実を指揮したアデナウアー政権（1949年 - 1963年）のあと、短いエアハルト政権（1963年 - 1966年）とキージンガー政権（1966年 - 1969年）が続いた。
1966年までの政権はキリスト教民主同盟 (CDU) とキリスト教社会同盟 (CSU) の二つの保守政党の連立であり、これに中道の自由民主党 (FDP) が加わっていた。1966年のキージンガー政権ではキリスト教民主同盟・キリスト教社会同盟とドイツ社会民主党の「大連立」が成立したが、この時期に社会民主党は現実主義路線に移り政権運営が可能な能力を得た。
大連立下の議会では、論議の的となってきた非常事態宣言法など憲法上の権利を制限する法律が成立した。この法律に対し学生運動や労働組合は反対の声を上げた。1967年には学生デモに参加していた学生ベンノ・オーネゾルクの射殺により運動が過熱し、1968年には学生運動の指導者ルディ・ドゥチュケに対する暗殺未遂事件が発生した。
1960年代にはナチス時代に対する直面を促する学生らによる大規模行動も起こった。また経済成長とともに激しくなったドイツの環境破壊を背景に、ルディ・ドゥチュケら学生運動家、ペトラ・ケリー、ハインリヒ・ベル、ヨーゼフ・ボイスら社会運動家は環境保護運動に結集し緑の党が結成された。1979年のブレーメン州選挙で、緑の党はついに得票率5%を超えたため議席を確保している。こうした動きの中で環境保護主義と反国家主義が西ドイツの基本的な価値観となった。
同じ1960年代の学生運動のうち、過激化した運動家らが1968年以降ドイツ赤軍 (Rote Armee Fraktion, RAF) を結成し、1970年代の間、西ドイツの政治家や財界人に対するテロ攻撃を加え続けた。特に1977年の「ドイツの秋」と呼ばれる一連の事態（ドイツ経営者連盟会長のハンス＝マルティン・シュライヤーに対する誘拐殺人、およびルフトハンザ航空181便ハイジャック事件など）は西ドイツを震撼させた。
1969年の選挙でヴィリー・ブラントが党首を務める社会民主党は大きな議席を確保し、自由民主党との連立で政権を獲得することに成功し政権交代が起きた。ブラント政権は1974年まで続き東方外交など外交上の成果を上げたが、彼の秘書が東ドイツ国家保安省（シュタージ）のスパイだったというスキャンダルからブラントは首相を辞任した。財務大臣ヘルムート・シュミットが以後1982年まで、自由民主党の党首ハンス・ディートリヒ・ゲンシャーの助けのもと政権をとった。石油ショック後の景気維持のほか、欧州共同体（EC）への支持、全欧安全保障協力会議の創設など、欧州統合と米欧間の協力強化に尽力した。
1982年には社会民主党と自由民主党の連立が崩壊し、シュミット政権に建設的内閣不信任案を出したキリスト教民主同盟が自由民主党を引き入れて政権を奪取し、ヘルムート・コールが第6代首相となった。翌年の選挙でコール政権は支持を得たが、緑の党の躍進と連邦議会議席獲得によりキリスト教民主同盟・キリスト教社会同盟は絶対過半数の獲得には失敗した。1989年のベルリンの壁崩壊に伴い東西ドイツ統一の好機が訪れると、コール政権は統一ドイツもEU統合や米欧同盟維持を支持するとして各国の了解をとり、一気に東ドイツを吸収し、東ドイツに数か月前に成立したばかりの五つの州をドイツ連邦共和国の一部とした。

### 地域分散
戦前に欧州有数の大都市だったベルリンが実質的に飛び地となった西ドイツでは、政治の中心は暫定首都のボンに置かれたものの、多くの権限を各州が持ち、中央銀行・証券取引所など経済政策の中心がフランクフルト・アム・マインに置かれ、連邦憲法裁判所と連邦最高裁判所といった司法の中心がカールスルーエに置かれるなど政治・経済面での地域分散化が進んだ。この点では、東ベルリンへの一極集中を進め地方都市の弱体化が進んだ東ドイツとは対照的だった。ベルリンは名目上は西ドイツの首都でありながらドイツの中心としての地位を喪失したものの、西ベルリンは三カ国占領下で徴兵制もない政治的にあいまいな状態のため、西ドイツや世界各地からの若者が流入し、コスモポリタン的な文化が栄えた。

## ドイツ再統一（東ドイツ併合）

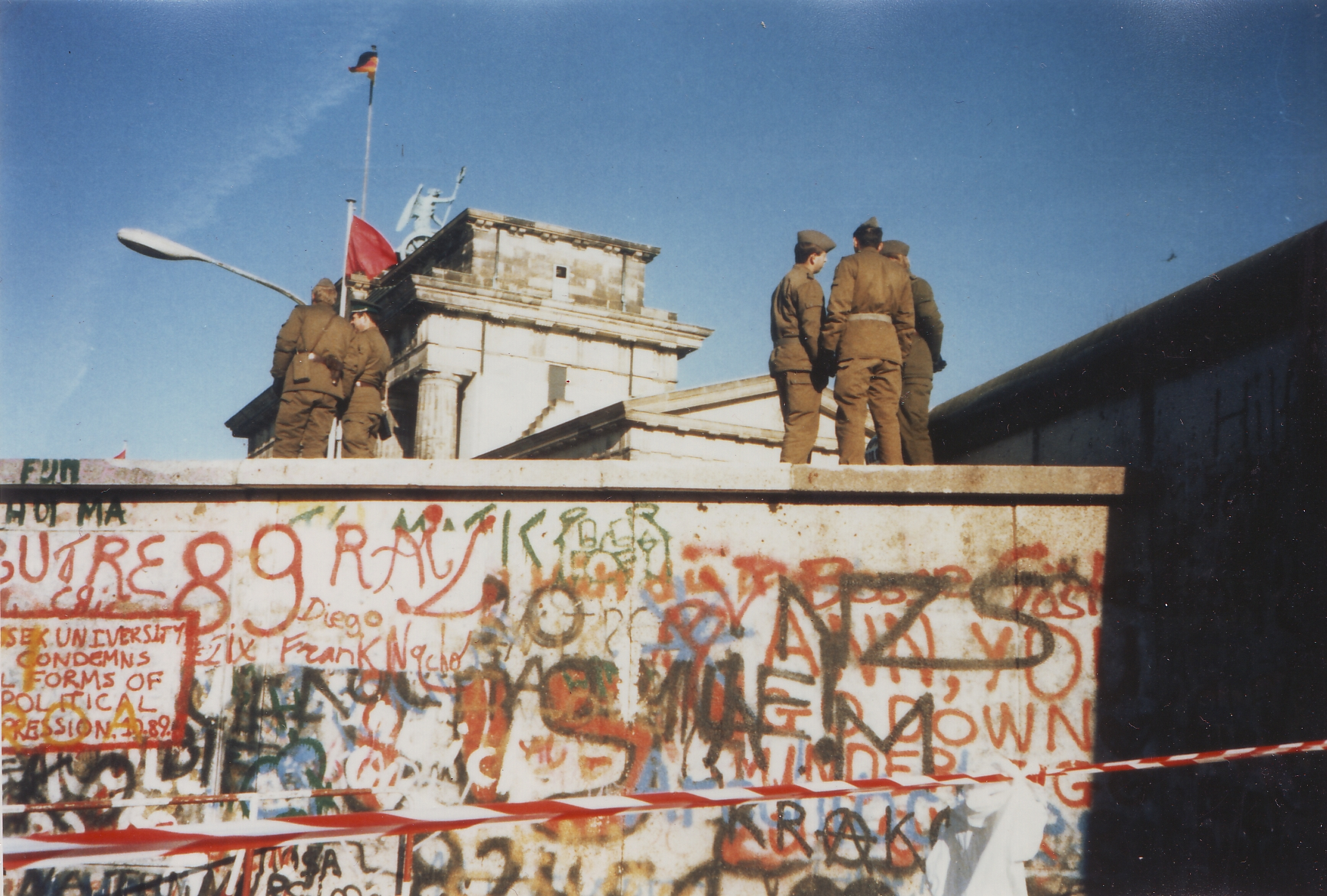
ベルリンの壁（1989年11月16日）

1989年のベルリンの壁崩壊以後、東西ドイツは通貨・関税同盟を1990年7月に結び、1990年10月3日の東ドイツが西ドイツ（ドイツ連邦共和国）に組み入れられる（西ドイツ憲法旧23条の規定による旧東ドイツの5州の連邦共和国への「加盟」）ことにより東西分断はようやく終焉を迎えた。
東西ドイツ統一によりドイツが全土での主権を回復すること（法的継承性は無いものの事実上の旧「ドイツ国」の復活）に対する警戒心も周辺諸国にはあったが、東西ドイツ政府と米英仏ソ連合国との「ドイツ最終規定条約」（別名「2プラス4条約」、第二次世界大戦後結ばれることのなかった講和条約の代替となる事実上の平和条約）により、再統一後のドイツの地位と国境が確定し、ここにドイツの主権が完全に回復した。1990年10月3日の再統一の後、1991年3月15日、英仏ソ三カ国の軍はドイツから撤退した。